# Каливија Варику
Каливија Варику (грч. Καλύβια Βαρικού) је приморско насељено место у општини Дион-Олимп у периферији Средишња Македонија, Грчка. Према попису из 2021. године било је 38 становника.
Насеље је некада било колибарско насеље које су подигли мештани Литохора. Први пут се помиње на попису из 1940. године са девет становника.